# Aero Boero AB-210
Aero Boero AB-210 — аргентинский лёгкий самолёт производства компании Aero Boero.
Целью создания этого самолёта было увеличение количества пассажиров по сравнению с его предшественником Aero Boero AB-180 до 4 человек, включая пилота. Несмотря на незначительно более высокую вместимость и лучшие технические характеристики модель не имела успеха из-за возросшей цены. Производителем была предпринята попытка установить более мощный двигатель Lycoming O-540 в модификации Aero Boero AB-260, тем не менее модель не имела успеха и не была запущена в серийное производство. В итоге были выпущены по одной модели каждой модификации.
Технические характеристики
- Экипаж: 1
- Пассажировместимость: 3
- Длина: 7,40 м
- Размах крыла: 10,42 м
- Высота: 2,7 м
- Площадь крыла: 16,40 м²
- Масса пустого: 670 кг
- Масса полезной нагрузки: 430 кг
- Максимальная взлётная масса: 1100 кг
- Силовая установка: 1 × поршневой Continental IO-360
- Мощность двигателей: 1 × 210 л.с.

Лётные характеристики
- Максимальная скорость: 240 км/ч
- Крейсерская скорость: 225 км/ч
- Практическая дальность: 800 км
- Практический потолок: 6000 м